# آمفی تئاتر سه گال

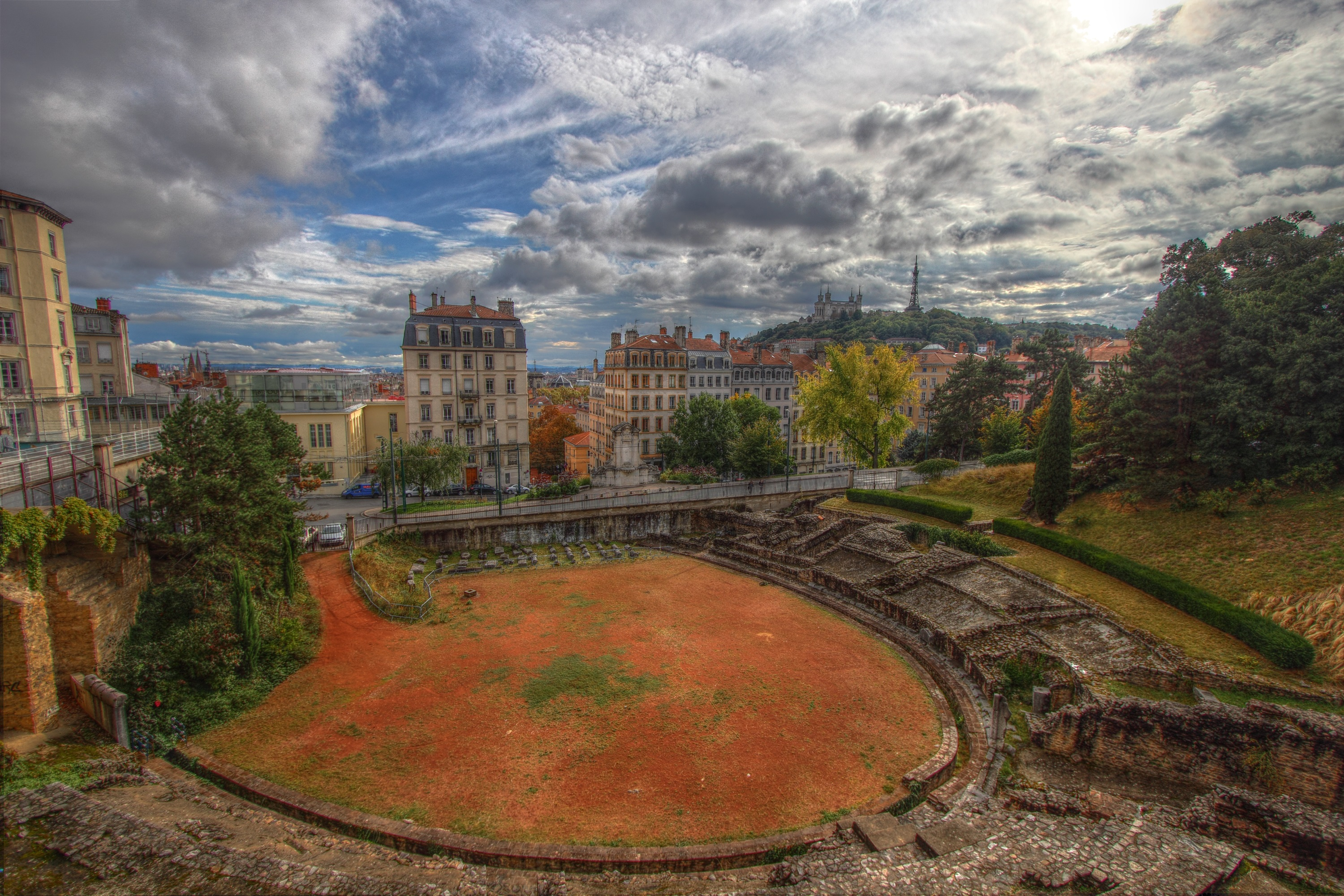

آمفی تئاتر سه گال (فرانسوی: Amphithéâtre des Trois Gaules‎) در لوگدونوم لیون فرانسه قرار دارد بخشی از جایگاه مقدس سه گال بود که به آیین روم و آگوستوس اختصاص داده شده بود که توسط ۶۰ قبیله گالی هنگامی که آنها در لوگدونوم جمع می‌شدند در این مکان جشن گرفتند. در سال ۱۹۶۱ به عنوان یک بنای تاریخی طبقه‌بندی شد.